# Pic de Garces
Le pic de Garces  (ou pic de la Garsa) est un petit sommet pyrénéen (674 m) surplombant Céret, dans le département des Pyrénées-Orientales, région Occitanie, France.

## Toponymie
Du catalan pic de Garses, le « pic des pies ».

## Géographie

### Topographie
Il est situé au sud, tout près du centre-ville d'où il est bien visible. On doit contourner ce petit pic pour rejoindre le pic de Fontfrède depuis Céret. Sur ses flancs se trouve une table d'orientation, facile d'accès, permettant de voir tout le Vallespir et au-delà, depuis le massif du Canigou jusqu'au pic du Néoulous et à la mer Méditerranée, puis jusqu'à Perpignan et au massif des Corbières soit une amplitude d'environ 50 km d'est en ouest et de 40 km vers le nord.

## Histoire

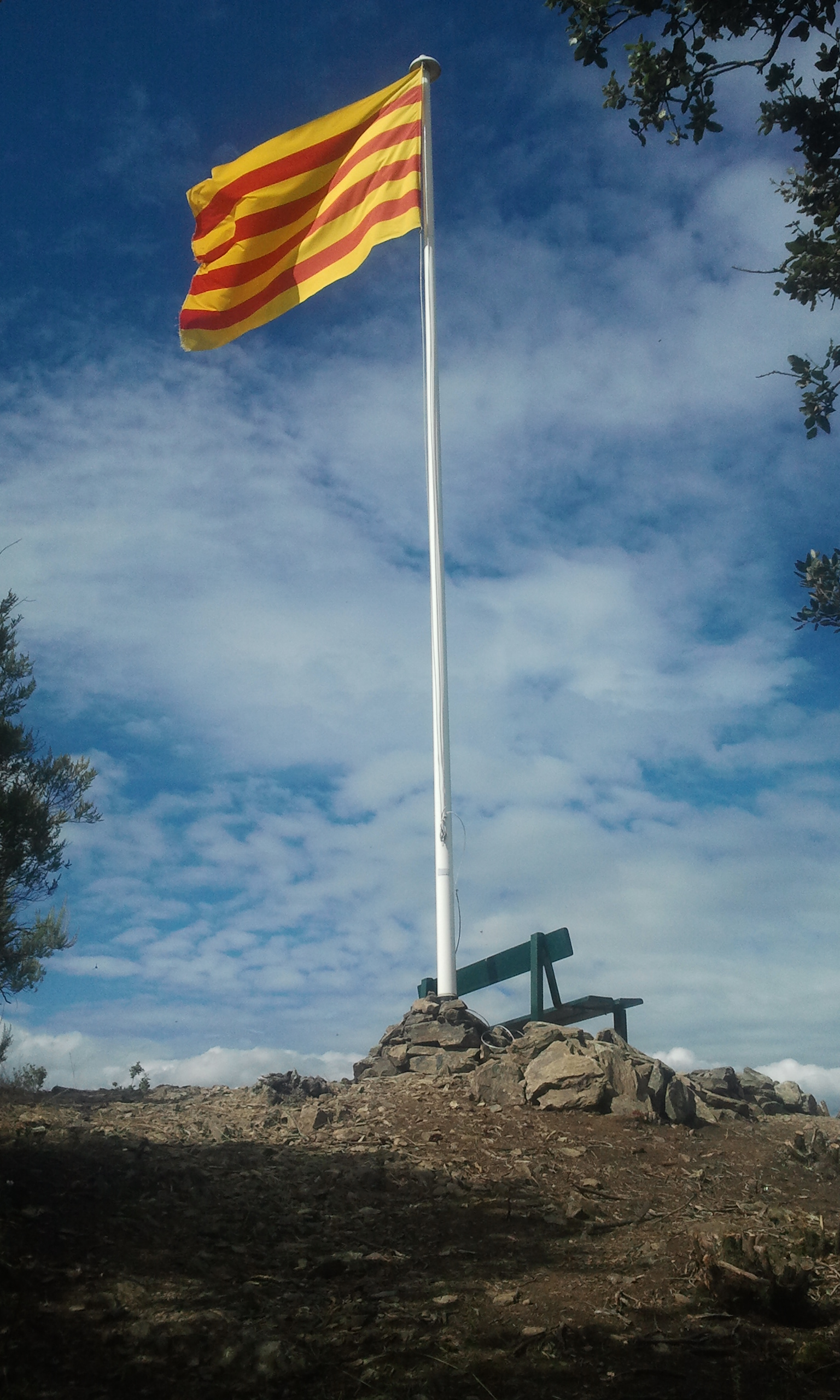
Drapeau au sommet du pic de Garces.

Un poste de surveillance de la frontière existait jadis au pic de Garces. Il était habilité au XVIIIe siècle à transmettre des signaux de fumée ou tirer des coups de canon en signe d'avertissement et faisait partie d'une chaîne de postes de guet entre Saint-Laurent-de-Cerdans et la tour de la Massane.
Un drapeau catalan, visible depuis Céret, a été réinstallé au sommet du pic de Garces en 2013.

## Voies d'accès
Depuis la commune de Céret, prendre la route D 131 en direction de la commune de Las Illas, puis après 2,5 km au lieu-dit du Pla Bulat, prendre le sentier de randonnée qui monte au sommet. On peut aussi directement monter à pied depuis Céret en suivant au sud un sentier de randonnée balisé qui passe par le Pla Bulat.
Depuis 2016 se déroule annuellement à la mi-avril une course de trail, nommée Le chrono du pic de Garces, dont le départ est situé au stade Fondecave à Céret. Le parcours comporte 600 mètres de dénivelé positif et consiste en une boucle de 10,9 km montant jusqu'au sommet du pic de Garces et redescendant ensuite vers la ville. L'édition 2017 a vu s'établir un nouveau record pour la montée de 4,5 km jusqu'au sommet, en 27 minutes et 30 secondes, réalisé par le vainqueur de l'épreuve Jonathan Genthon.

## Dans les arts
Poésie
- Magali Mas-Ferrari, La Senyera del Pic de Garces (6 septembre 2013)[6], poème écrit en référence au drapeau catalan installé au sommet en 2013.

Peinture
- Jean Marchand, Paysage de Céret (1912), avec le couvent des Capucins et le pic de Garces.

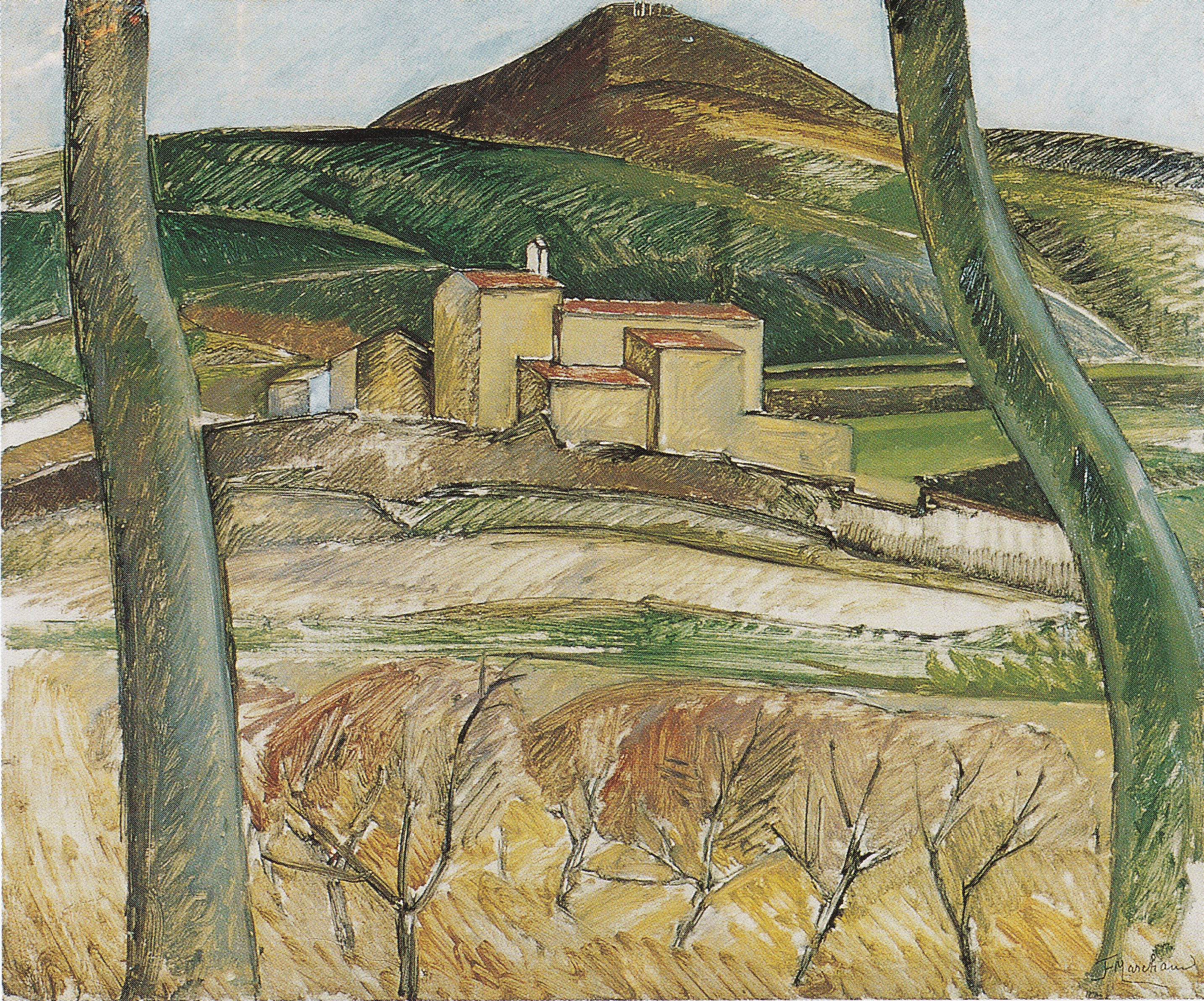
Paysage de Céret par Jean Marchand (1912).